# Charles Athanase Walckenaer
Charles Athanase Walckenaer (25. december 1771 i Paris—28. april 1852 sammesteds) var en fransk baron og lærd. 
Walckenaer, der var sekretær i Académie des inscriptions, har blandt andet skrevet Histoire de la vie et des ouvrages de La Fontaine (1820, 4. oplag 1858) og Mémoires touchant la vie et les écrits de Mme de Sévigné (6 bind, 1842—65). På den geografiske videnskabs område indlagde han sig fortjeneste ved udgivelsen af Histoire générale des voyages (21 bind, 1826—31) og Géographie ancienne, historique et comparée des gaules (3 bind, 1839, ny udgave i 2 bind 1862). Han har også skrevet et entomologisk værk Histoire naturelle des insectes (4 bind, 1836—47).